# Ченог (нижний приток Камы)

Ченог — река в России, протекает в Афанасьевском районе Кировской области. Устье реки находится в 1640 км по левому берегу реки Кама. Длина реки составляет 26 км.
Река образуется слиянием двух небольших речек Северный Ченог и Южный Ченог в лесах в 15 км к северо-востоку от посёлка Лытка (центр Лыткинского сельского поселения). Река течёт на северо-восток по лесному массиву. Впадает в Каму у деревни Усть-Ченог в 3 км к югу от села Пашино (центр Пашинского сельского поселения).

## Данные водного реестра
По данным государственного водного реестра России относится к Камскому бассейновому округу, водохозяйственный участок реки — Кама от истока до водомерного поста у села Бондюг, речной подбассейн реки — бассейны притоков Камы до впадения Белой. Речной бассейн реки — Кама.
По данным геоинформационной системы водохозяйственного районирования территории РФ, подготовленной Федеральным агентством водных ресурсов:
- Код водного объекта в государственном водном реестре — 10010100112111100000245
- Код по гидрологической изученности (ГИ) — 111100024
- Код бассейна — 10.01.01.001
- Номер тома по ГИ — 11
- Выпуск по ГИ — 1